# Kapitänshaus Sonwik

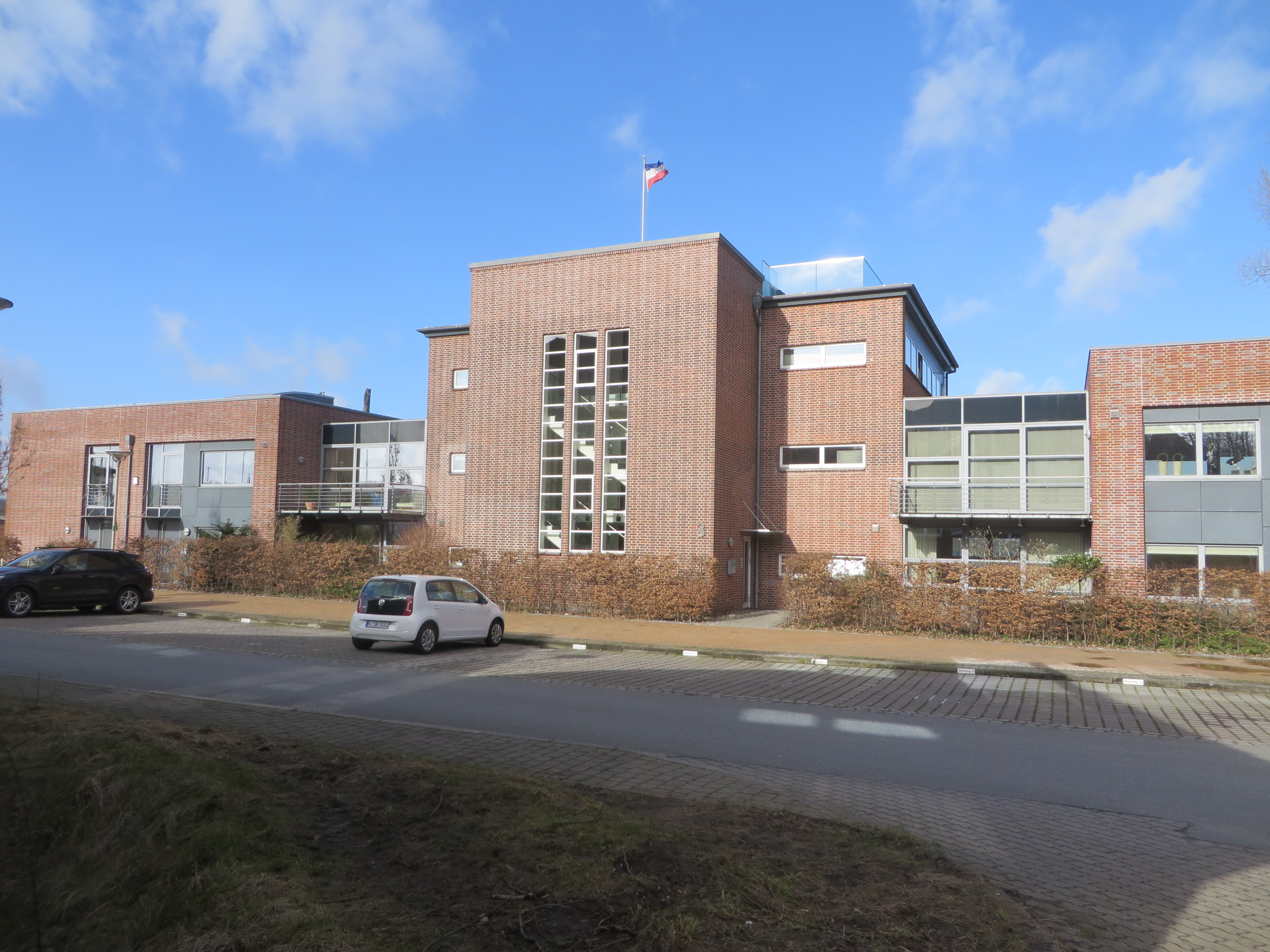
Kapitänshaus Sonwik, Rückseite (2017)

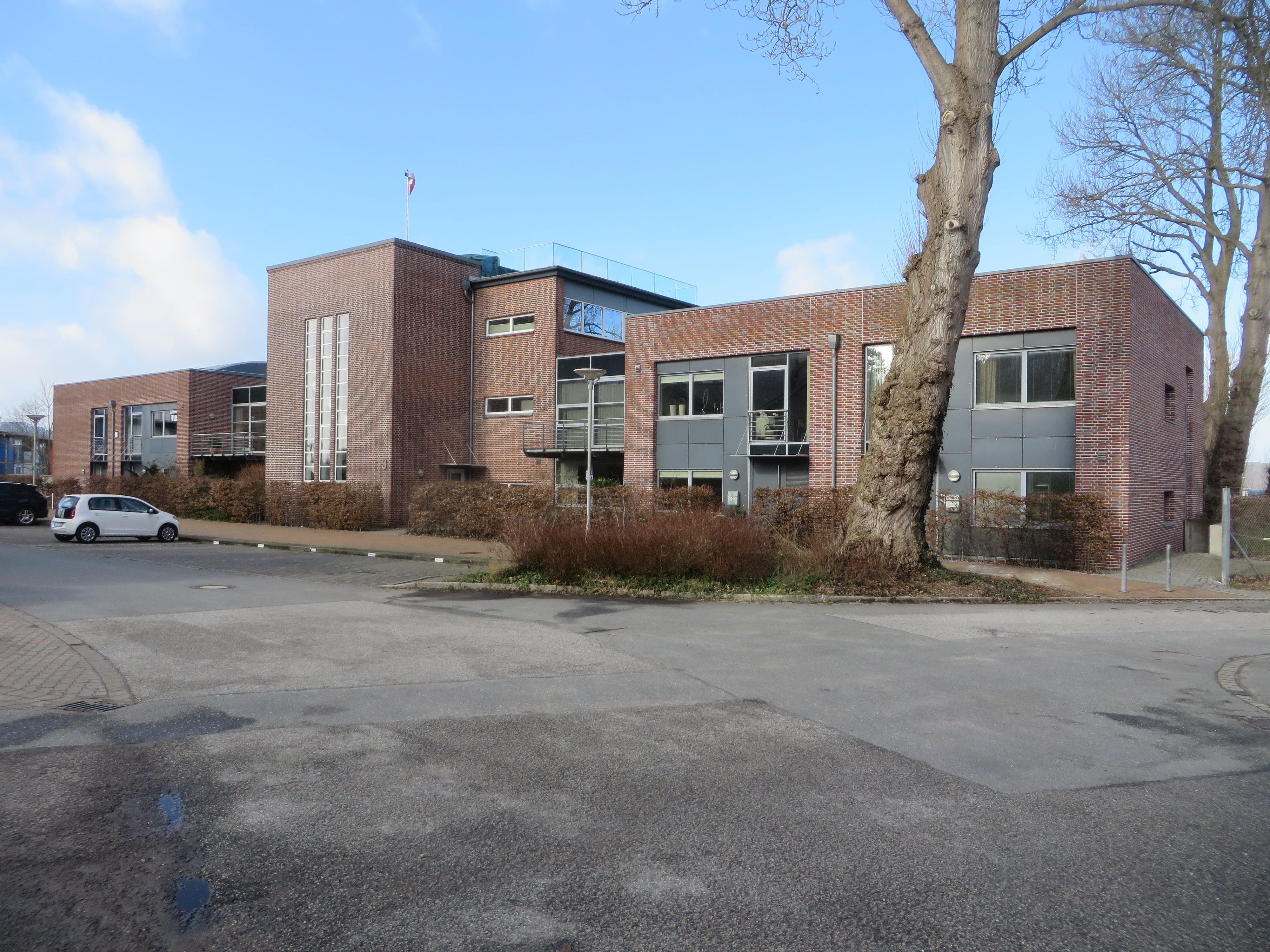
Kapitänshaus Sonwik, vom südöstlichen Fördewald-Wanderweg betrachtet (2017)

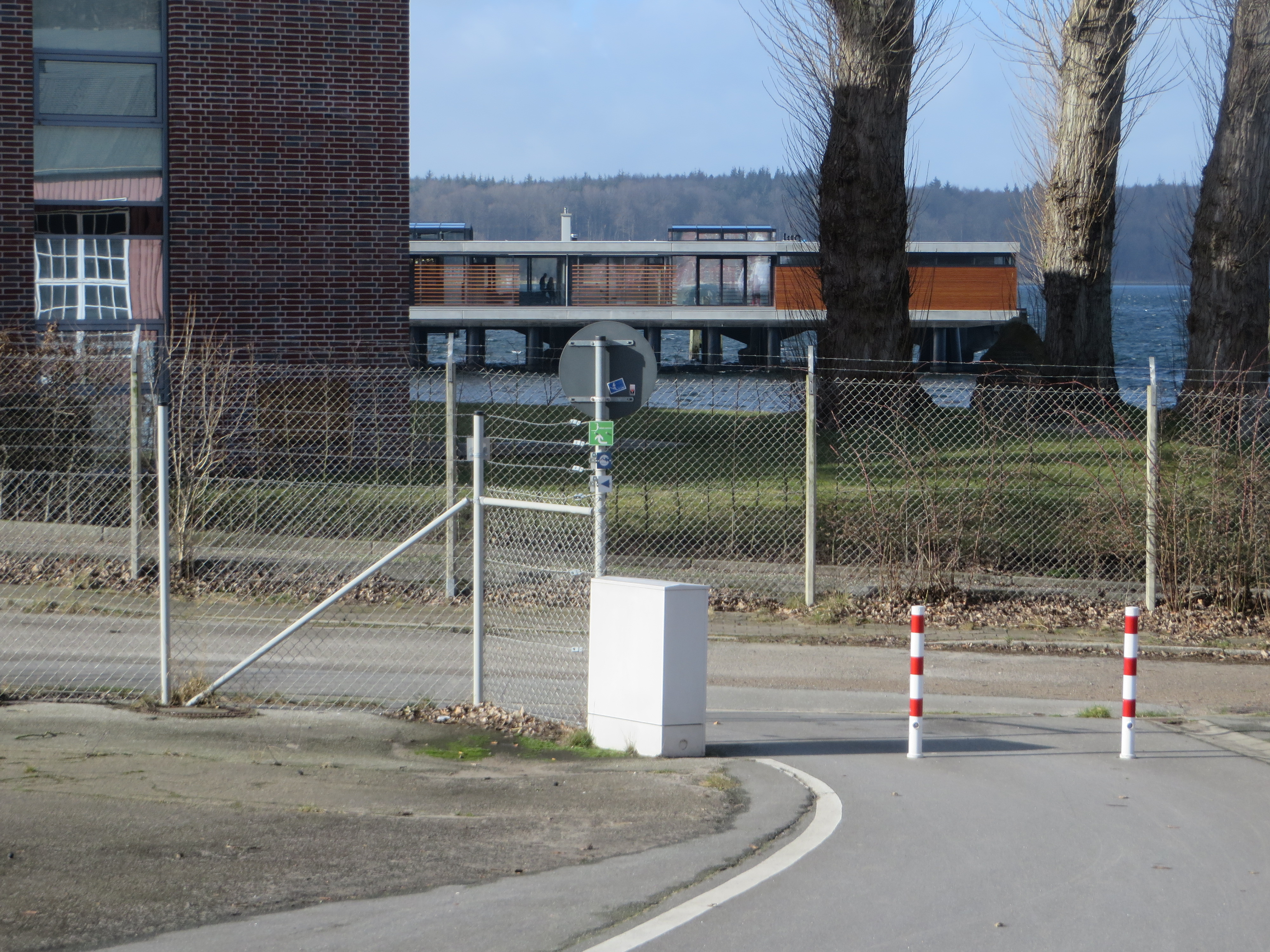
Ostseite mit dem Antrax-Gedenkstein sowie dem Blick auf das neu gebaute Wasserhaus auf der Nordmole (2017)

Das Kapitänshaus Sonwik (früher auch: Landanschlusszentrale Nord) wurde 1937 errichtet und gehört heute zu den Kulturdenkmalen von Flensburg-Mürwik.
Das Kapitänshaus im Mürwiker Hafenviertel Sonwik ist nicht das einzige Gebäude in Flensburg, das Kapitänshaus genannt wird, beispielsweise existiert noch das Kapitänshaus in der Straße Ballastbrücke 16.

## Hintergrund
Das Gebäude wurde dem Marinehafen zum Ende der 1930er Jahre hinzugefügt, als auch die anderen dortigen Rotbacksteingebäude errichtet wurden. Es erhielt im Gegensatz zu den anderen Gebäuden, die in einer Reihe stehen, eine Diagonalstellung quer zur Förde. Dem quadratischen Hauptbaukörper mit Flachdach wurde ein rechteckiger Treppenturm hinzugefügt. Ursprünglich besaß das Kapitänshaus zwei zugehörige einstöckige Gebäudeflügel, einen südwestlichen und einen nordöstlichen Flügel, mit flachem Walmdach. Das Kapitänshaus diente anfänglich als „Torpedo-Feuerleithaus“. Welche Funktion es dabei ganz genau erfüllte, ist nicht überliefert. Ein solches Feuerleithaus diente gewöhnlich „Zielübungen auf fahrende Seeziele“. Der Schulbetrieb der ortsansässigen Mürwiker Torpedoschule wurden letztlich mit dem Kriegsende 1945 eingestellt. Das Haus diente später als Sitz des Hafenkapitäns, woher sich dessen heutiger Name ableitet.
Nachdem die Marine nach Ende des Kalten Krieges ihren Marinehafen aufgab, wurde auch das Kapitänshaus Teil der anschließenden Konversion. Die beiden Gebäudeflügel wurden irgendwann nach dem Jahr 2000 abgerissen. Der anschließende Umbau wurde zumindest in den Jahren 2004–2006 realisiert. Der Hauptbaukörper wurde dabei renoviert und wieder um zwei symmetrische, aber nunmehr zweistöckige Gebäudeflügel erweitert und schließlich für Wohnzwecke umgebaut. Es besitzt seitdem eine Bruttogrundfläche von 1750 m2 mit einem Bruttorauminhalt von 6570 m3. Das Gebäude das heute die Adresse Fördepromenade 3 trägt, wurde zudem aus geschichtlichen, künstlerischen sowie städtebaulichen Gründen unter Denkmalschutz gestellt.
Vom Kapitänshaus zum Wasser hin besteht die Aussicht auf die Nordmole von Sonwik. Diese wurde ungefähr 2016/17 von der Familie Lassen mit einem Gebäude bebaut. Die Besitzerfamilie Lassen von der Flensburger Firma Nord-Schrott wohnte zuvor als Mieter im Kapitänshaus. Auf der Ostseite des Gebäudes befindet sich der Antrax-Gedenkstein. In dem angrenzenden ehemaligen Heizwerk und Werkstättengebäude wurde der Neubau des Hotels Das James realisiert, wobei weite Teile der alten Konstruktion erhalten und integriert wurden. Nach fast zweijähriger Umbauzeit wurde das Hotel mit 81 Zimmern am 10. Juli 2020 eröffnet.